# Пояс Венеры

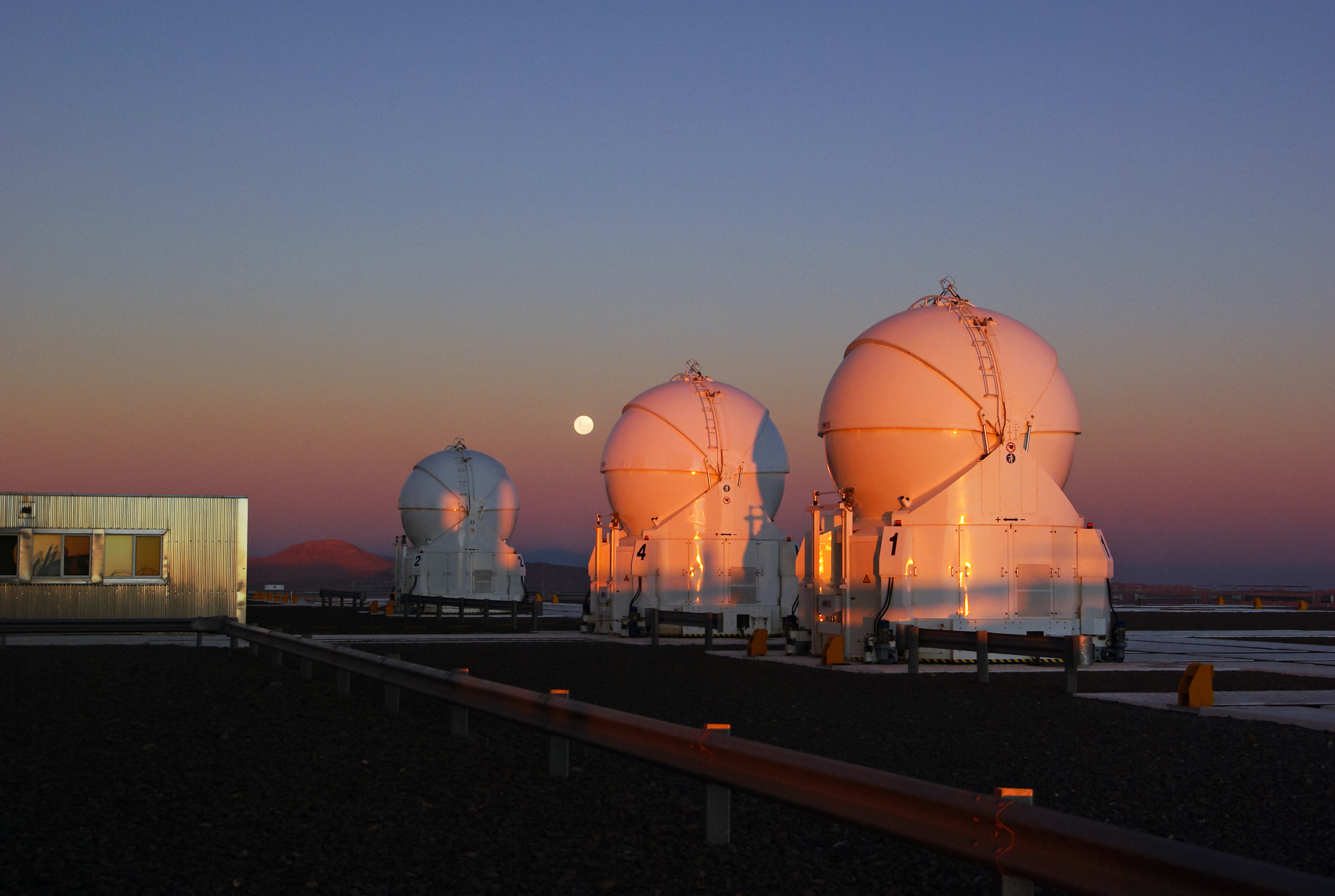
Луна в поясе Венеры.

Пояс Венеры — атмосферное оптическое явление, названное в честь пояса Афродиты из античной мифологии.

## Описание
Выглядит как полоса от розового до оранжевого цвета между тёмным ночным небом внизу и голубым небом вверху. Появляется перед восходом или после заката и проходит параллельно горизонту на высоте 10—20° в месте, противоположном Солнцу.
Во время безоблачных сумерек, до восхода или после заката Солнца, небо над горизонтом с противоположной стороны от Солнца розовое.
Эта полоса лучше всего видна в направлении, противоположном Солнцу.
Пояс Венеры можно наблюдать в любом месте, но только с чистым небом у горизонта.
В поясе Венеры атмосфера рассеивает свет заходящего (или восходящего) Солнца, которое выглядит более красным, поэтому и получается розовый цвет, а не синий.

## Галерея

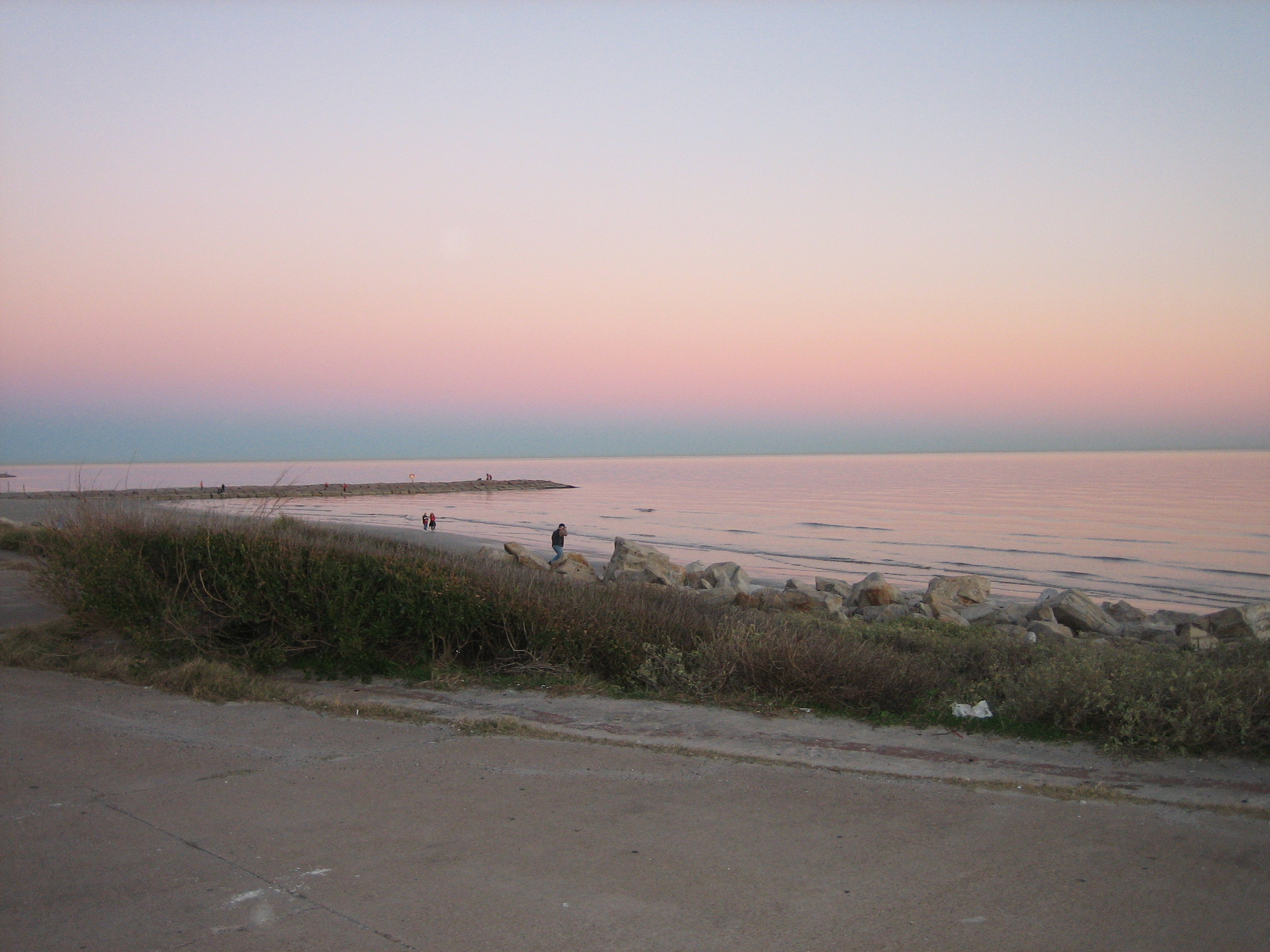
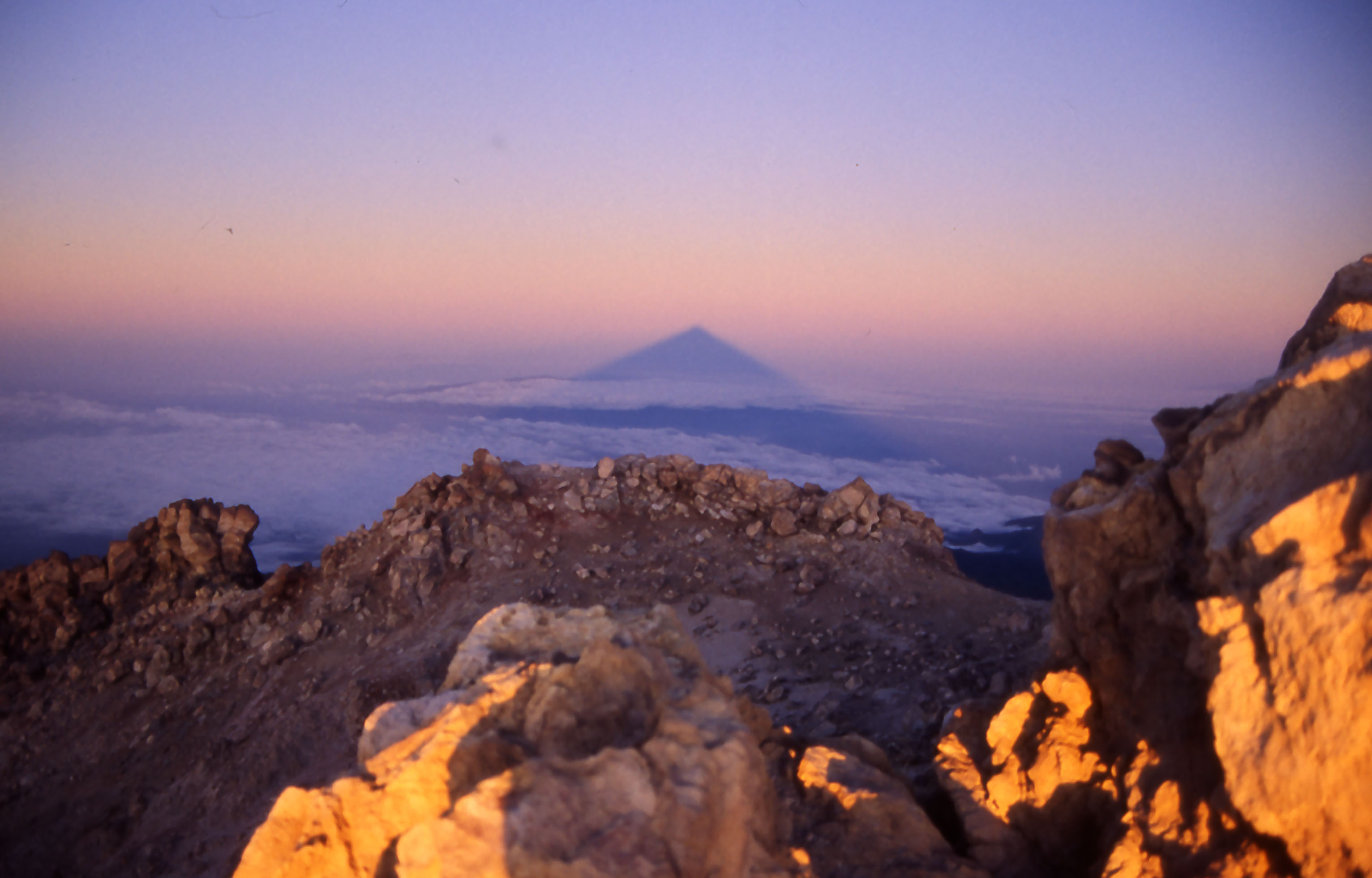
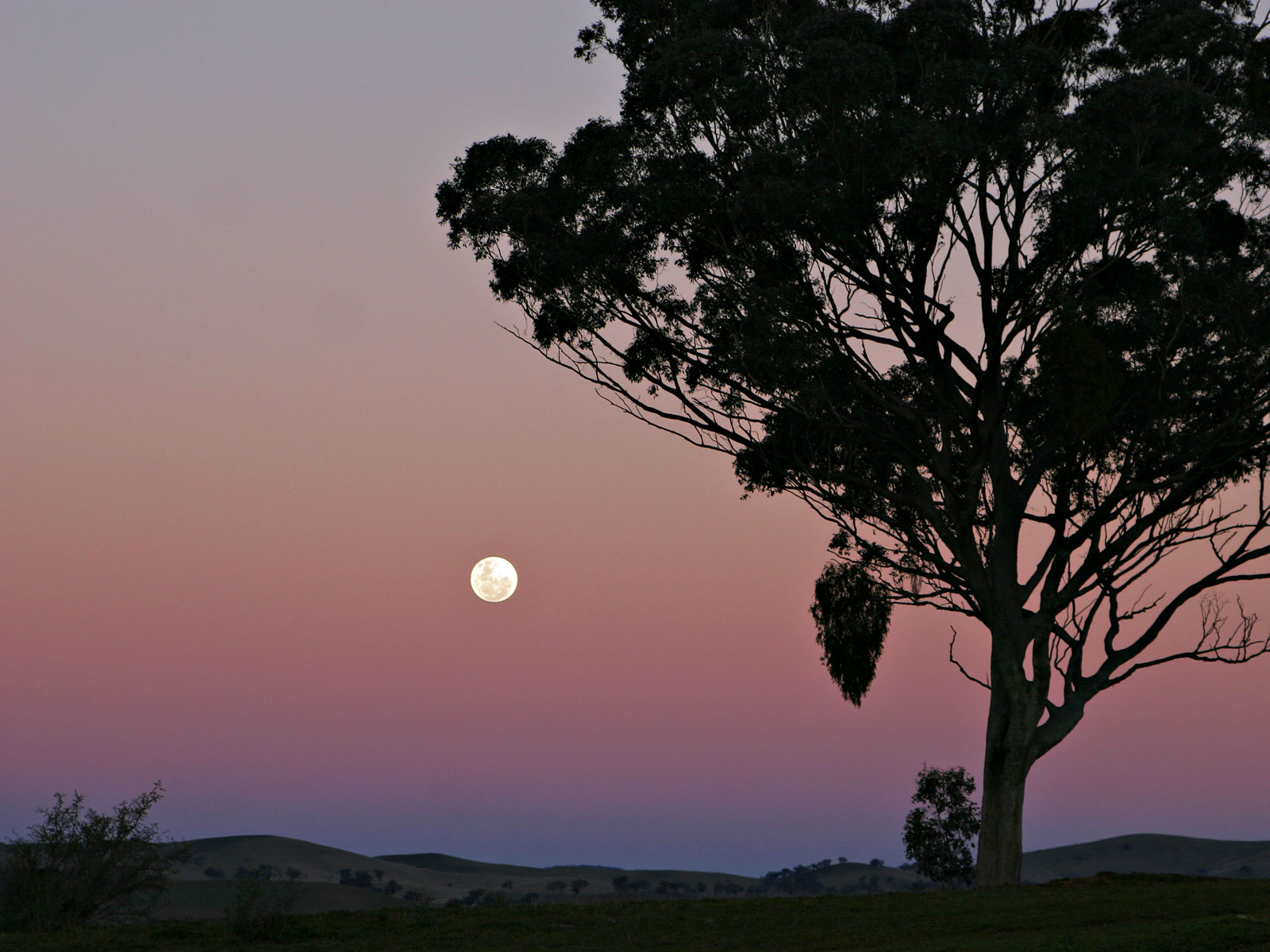
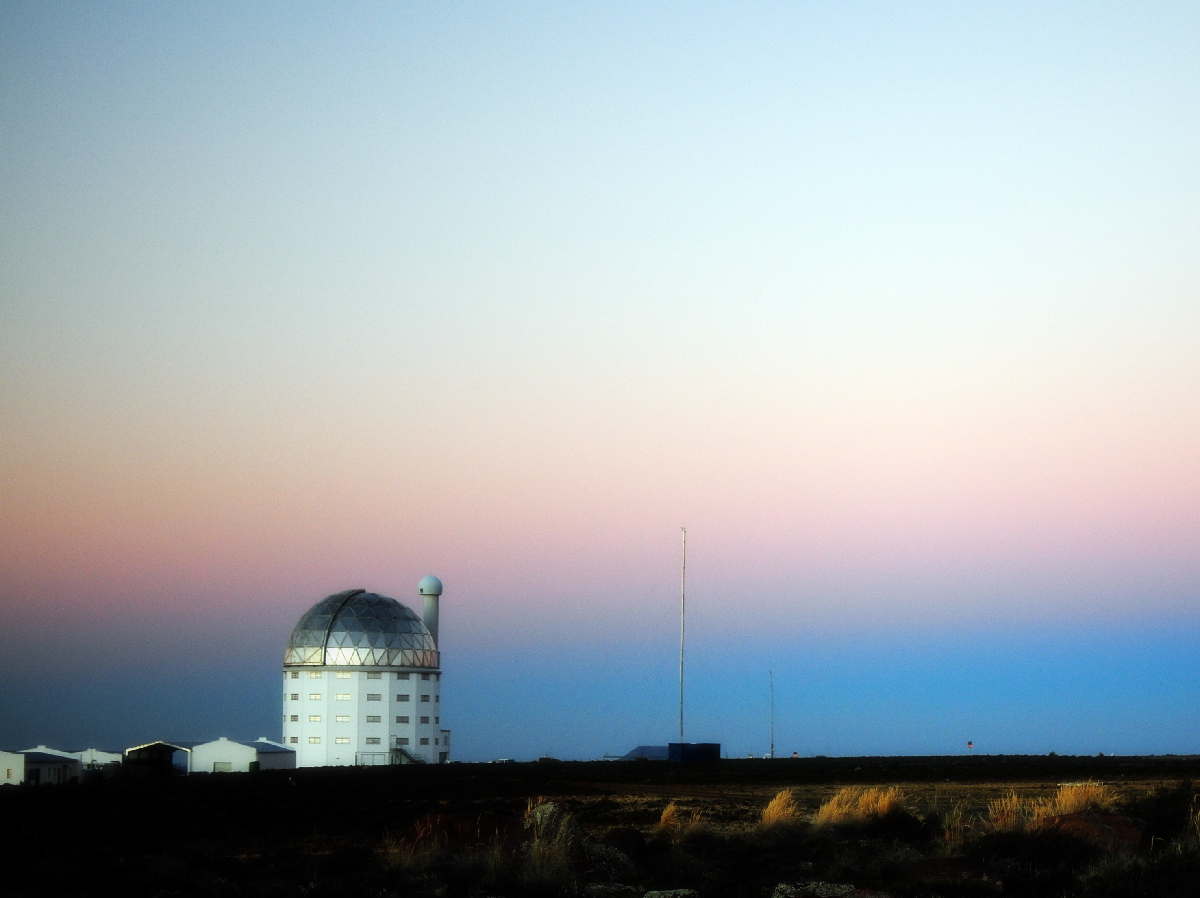